# AFL - Division Ladies 2016
La AFL - Division Ladies 2016 è la 17ª edizione del campionato di football americano femminile di primo livello, organizzato dalla AFBÖ.

## Squadre partecipanti
| Club                   | Città    | Stadio | Sponsor ufficiale | Risultato nella stagione 2015 |
| ---------------------- | -------- | ------ | ----------------- | ----------------------------- |
| Budapest Wolves Ladies | Budapest |        |                   |                               |
| Danube Dragons Ladies  | Vienna   |        |                   |                               |
| Graz Giants Ladies     | Graz     |        |                   |                               |
| Schwaz Hammers Ladies  | Schwaz   |        |                   |                               |
| Telfs Patriots Ladies  | Telfs    |        |                   |                               |
| Vienna Vikings Ladies  | Vienna   |        | Dacia             |                               |

## Stagione regolare

### Calendario

#### 1ª giornata
| 3 settembre 2016 | Danube Dragons Ladies | 6 – 33 | Vienna Vikings Ladies |  |

| 3 settembre 2016 | Graz Giants Ladies | 28 – 41 | Schwaz Hammers Ladies |  |

#### 2ª giornata
| 10 settembre 2016 | Vienna Vikings Ladies | 22 – 0 | Budapest Wolves Ladies |  |

| 10 settembre 2016 | Telfs Patriots Ladies | 0 – 39 (0-7 0-14 0-8 0-12) | Graz Giants Ladies | (400 spett.) |

#### 3ª giornata
| 17 settembre 2016 | Schwaz Hammers Ladies | 25 – 24 | Graz Giants Ladies |  |

| 18 settembre 2016 | Budapest Wolves Ladies | 0 – 23 | Vienna Vikings Ladies |  |

#### 4ª giornata
| 24 settembre 2016 | Telfs Patriots Ladies | 0 – 58 (0-6 0-32 0-14 0-6) | Schwaz Hammers Ladies |  |

| 25 settembre 2016 | Budapest Wolves Ladies | 14 – 35 | Danube Dragons Ladies |  |

#### 5ª giornata
| 1º ottobre 2016 | Danube Dragons Ladies | 13 – 24 | Budapest Wolves Ladies |  |

| 2 ottobre 2016 | Graz Giants Ladies | 26 – 0 | Telfs Patriots Ladies |  |

#### 6ª giornata
| 9 ottobre 2016 | Vienna Vikings Ladies | 35 – 0 | Danube Dragons Ladies |  |

#### 7ª giornata
| 11 novembre 2016 | Schwaz Hammers Ladies | 69 – 8 | Telfs Patriots Ladies |  |

### Classifiche
Le classifiche della regular season sono le seguenti:
- PCT = percentuale di vittorie, G = partite giocate, V = partite vinte,  P = partite perse, PF = punti fatti, PS = punti subiti

#### Girone A
| Pos. | Squadra                | PCT   | G | V | N | P | PF  | PS  |
| ---- | ---------------------- | ----- | - | - | - | - | --- | --- |
| 1    | Vienna Vikings Ladies  | 1.000 | 4 | 4 | 0 | 0 | 113 | 6   |
| 2    | Danube Dragons Ladies  | .250  | 4 | 1 | 0 | 3 | 54  | 106 |
| 3    | Budapest Wolves Ladies | .250  | 4 | 1 | 0 | 3 | 38  | 93  |

#### Girone B
| Pos. | Squadra               | PCT   | G | V | N | P | PF  | PS  |
| ---- | --------------------- | ----- | - | - | - | - | --- | --- |
| 1    | Schwaz Hammers Ladies | 1.000 | 4 | 4 | 0 | 0 | 193 | 60  |
| 2    | Graz Giants Ladies    | .500  | 4 | 2 | 0 | 2 | 117 | 66  |
| 3    | Telfs Patriots Ladies | .000  | 4 | 0 | 0 | 4 | 8   | 192 |

## Playoff

### Tabellone
|  | Semifinali | Semifinali             | Semifinali |                        |    | XVII Ladies Bowl      | XVII Ladies Bowl | XVII Ladies Bowl |  |
|  |            |                        |            |                        |    |                       |                  |                  |  |
|  | 1A         | Vienna Vikings Ladies  | 38         |                        |    |                       |                  |                  |  |
|  | 1A         | Vienna Vikings Ladies  | 38         |                        |    |                       |                  |                  |  |
|  | 1B         | Schwaz Hammers Ladies  | 0          |                        |    |                       |                  |                  |  |
|  | 1B         | Schwaz Hammers Ladies  | 0          |                        | 1A | Vienna Vikings Ladies | 31               |                  |  |
|  |            |                        |            |                        | 1A | Vienna Vikings Ladies | 31               |                  |  |
|  |            |                        | 3A         | Budapest Wolves Ladies | 0  |                       |                  |                  |  |
|  | 2A         | Danube Dragons Ladies  | 3A         | Budapest Wolves Ladies | 0  | 0                     |                  |                  |  |
|  | 2A         | Danube Dragons Ladies  |            |                        |    |                       |                  |                  |  |
|  | 3A         | Budapest Wolves Ladies | 28         |                        |    |                       |                  |                  |  |

### Semifinali
| 22 ottobre 2016 | Danube Dragons Ladies | 0 – 28 | Budapest Wolves Ladies |  |

| 23 ottobre 2016 | Vienna Vikings Ladies | 38 – 0 | Schwaz Hammers Ladies |  |

### XVII Ladies Bowl
| 30 ottobre 2016 | Vienna Vikings Ladies | 31 – 0 | Budapest Wolves Ladies |  |

## Verdetti
- Vienna Vikings Ladies Campionesse dell'Austria 2016